# Martin Behaim

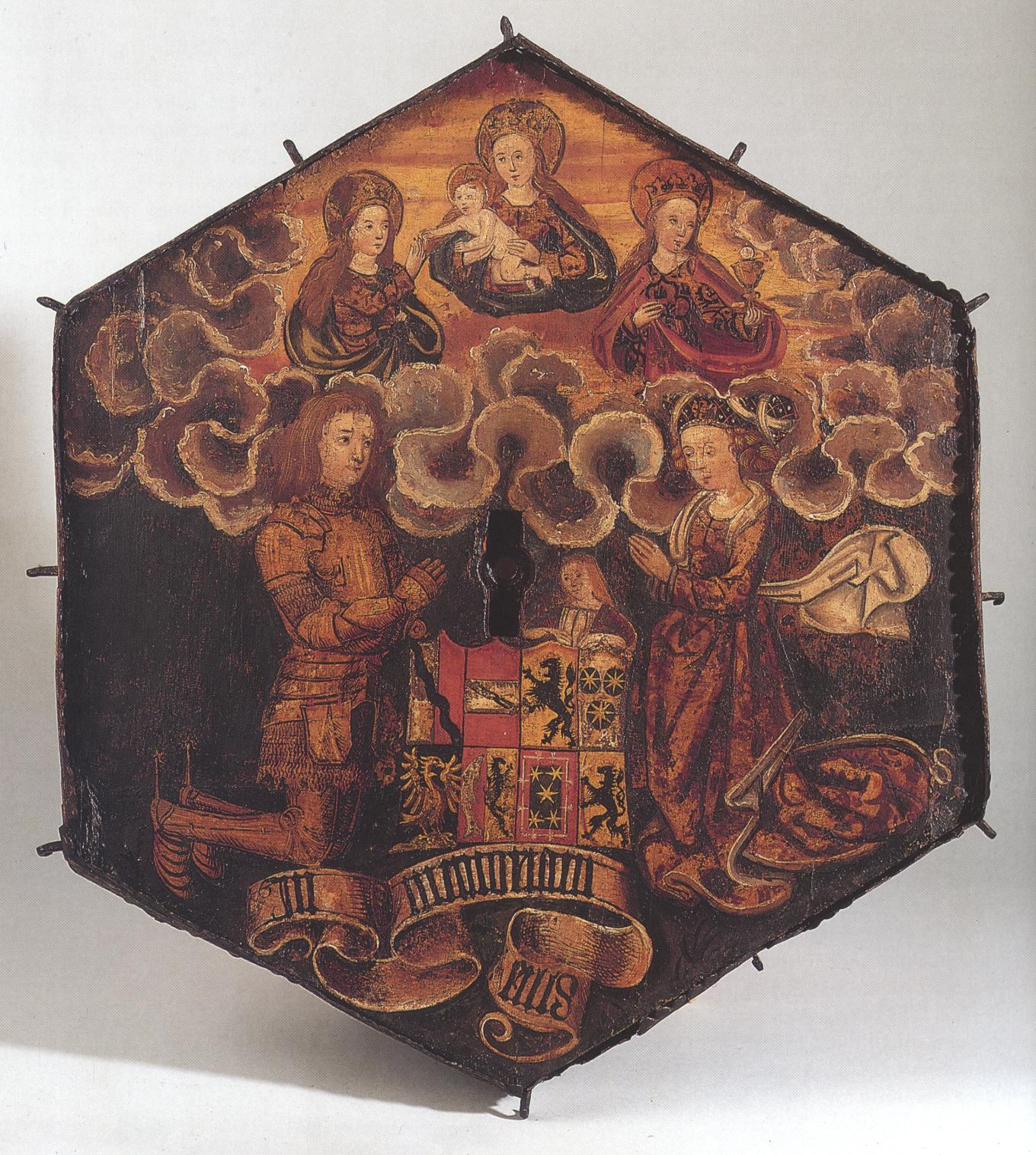
Obere Platte eines zweiteiligen Gedenkleuchters für Martin Behaim: Die 1519 angefertigte Platte enthält die einzige zeitgenössische Abbildung seiner Person. Bei dem Ritter in der goldenen Rüstung handelt es sich um Martin Behaim, ihm gegenüber kniet seine Frau Joana de Macedo, im Wappen werden die beiden Familienseiten zusammengeführt. Dahinter steht vermutlich ihr Sohn Martin Behaim der Jüngere. Auf dem Schriftband steht „in memoriam eius“ (zu seiner Erinnerung). Die Platte wurde einem Leuchter von 1490 hinzugefügt, der ursprünglich in der Katharinenkirche in Nürnberg hing und sich heute im Besitz des Germanischen Nationalmuseums befindet.

Martin Behaim (* 6. Oktober 1459 in Nürnberg; † 29. Juli 1507 in Lissabon, Portugal), auch Martin Bohemus, port. Martinho da Boémia und lat. Martinus de Boemia, war ein Tuchhändler aus Nürnberg und Ritter des Königreichs Portugal. Bekannt geworden ist er als Anreger des ältesten erhaltenen Globus.

## Leben

### Herkunft
Der Nachname Behaim soll darauf verweisen, dass die Familie im 12. Jahrhundert aus Böhmen nach Nürnberg gekommen war, was aber nicht belegt ist. In der Reichsstadt Nürnberg gehörte die Familie zum Patriziat und nannte sich ab 1681 Behaim von Schwarzbach. Zahlreiche Familienmitglieder haben wichtige Ämter in der Stadt bekleidet.
Der Vater Martin Behaim (* 10. November 1437; † 6. August 1474) verdiente sein Geld, wie fast alle Patrizier, mit dem Handel. Aus der Ehe mit Agnes Schopper († 8. Juli 1487) entstammen zwölf Kinder, von denen sieben bis ins Erwachsenenalter überlebten. Die Familie bewohnte bis 1484 ein der Mutter Agnes gehörendes großes Haus am Hauptmarkt, das am 2. Januar 1945 bei  einem Bombenangriff zerstört wurde. Heute befindet sich in Nürnberg an dem rekonstruierten Haus am Hauptmarkt Nr. 15 gegenüber dem Schönen Brunnen eine Tafel zur „Erinnerung an den Seefahrer und Verfertiger des Globus“.
Martin Behaim war der Älteste der Geschwister. Zu seiner Jugendzeit sind keine Aufzeichnungen überliefert; es ist auch nicht bekannt, ob er Latein lernte, da keine lateinischen Schriftstücke aus seiner Feder vorliegen. Als Martin 15 Jahre alt war, starb sein Vater im Alter von 37 Jahren. Da seine Mutter nicht wieder heiratete, übernahm sein Onkel Leonhard, zusammen mit einem engen Freund der Familie, die gesetzliche Vormundschaft.

### Aufenthalt in den Niederlanden
Nach Abschluss der Schule wurde Martin 1476 zu einem Tuchhändler in die Niederlande geschickt, bei dem er ein Jahr lang blieb. Mehrfach besuchte er die Frankfurter Oster- und Herbstmesse und trat dann eine neue Lehrstelle bei einem Nürnberger Landsmann in Antwerpen an. Dieser Lehrherr erlaubte ihm sogar, auf eigene Rechnung Tuchhandel zu betreiben.
Für die Zeit vom 8. Juni 1479 bis zum 1. März 1483 fehlen Quellen zu seinem Lebenslauf. Während eines Heimaturlaubes in Nürnberg wurde er zu acht Tagen Arrest verurteilt, weil er als Christ in der Fastenzeit auf einer jüdischen Hochzeit getanzt haben soll. Eine Urkunde belegt, dass er sich 1484 wieder in Antwerpen aufhielt und unter anderem mit Galläpfeln für die Tintenherstellung handelte. In dieser Urkunde erklärt Behaim, dass er in ferne Länder ziehen werde und regelte die finanziellen Verhältnisse im Falle seines Todes. Die Reise führte ihn zunächst nach Lissabon.

### Aufenthalt in Portugal
Einer von Behaims Lehrern in Nürnberg war der berühmte Mathematiker und Astronom Regiomontanus, dessen Sterntafeln (Ephemeriden) zusammen mit einer Verbesserung des Jakobstabs Behaim am portugiesischen Hof einführte. Behaim war somit eine geachtete Persönlichkeit am portugiesischen Königshof. Am 18. Februar 1485 wurde Behaim in Alcaçovas von König João II. zum Ritter des Militärordens Ordem de Cristo geschlagen, dem auch ehemals der Infant Heinrich der Seefahrer angehörte. Zuvor war Behaim in die königliche Junta dos Mathematicos aufgenommen worden und war Berater von König João II. Um 1484 legte Christoph Kolumbus auf Anweisung von König João II. dieser königlichen Junta dos Mathematicos seinen Plan einer Westfahrt vor, welcher mit Zustimmung des Königs abgewiesen wurde. Es gibt aber keinen Beleg dafür, dass Behaim und Kolumbus sich begegneten.

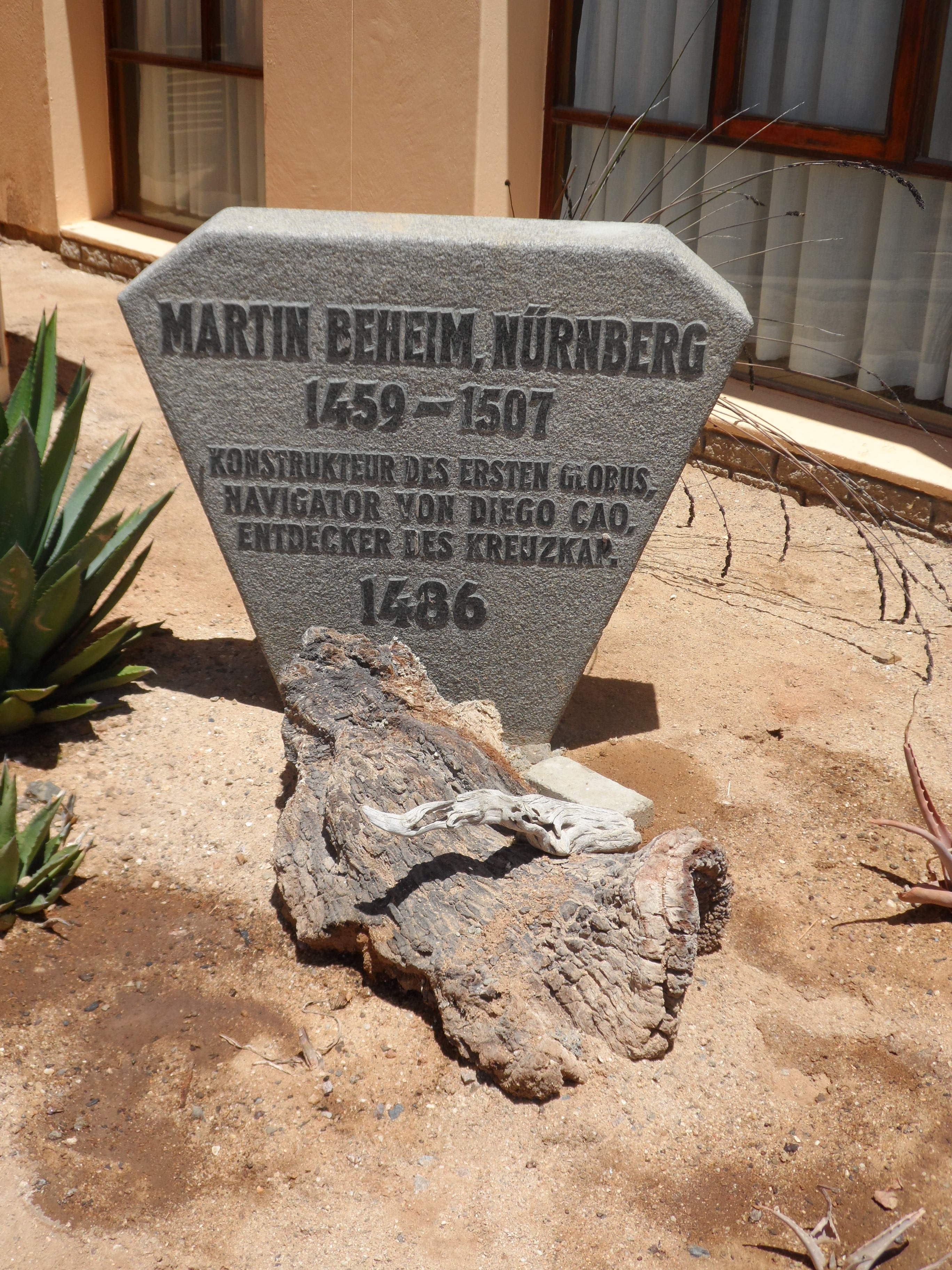
Martin-Behaim-Denkmal an der Cape Cross Lodge in Cape Cross, Namibia

Zwischen 1485 und 1486 hat er sich Diogo Cão bei einer Seereise entlang der westafrikanischen Küste südwärts bis zum Cape Cross in Namibia angeschlossen. Quellen dafür sind zwei Texte auf dem Globus selbst sowie eine Bemerkung in der Schedelschen Weltchronik, die höchstwahrscheinlich ebenfalls auf Behaim persönlich zurückgeht.
Irgendwann in den vier Jahren nach der Aufnahme in den Militärorden hat Martin Behaim Joana de Macedo, die Tochter des Gouverneurs der Azoreninseln Fayal und Pico geheiratet. Offenbar entstammte dieser Ehe nur ein einziges Kind, das wiederum auf den Namen Martin (* 1488) getauft wurde.

### Rückkehr nach Nürnberg
1490 tauchte Martin Behaim wieder in Nürnberg auf, um das Erbe seiner Mutter Agnes zu regeln. Durch Behaims lange Abwesenheit war seine Familie in eine peinliche Situation geraten, da sie bei mehreren Gläubigern aufgelaufene Schulden begleichen musste. Durch diese Umstände lassen sich mehrere kritische Bemerkungen seiner Geschwister erklären, etwa seines jüngsten Bruders Wolf, „das ich michsen (mich seiner) schem, ich woltz gar gern, das wir gantz ledig von ym werden“. Da sich die Geschwister über die Erbaufteilung nicht einigen konnten, wurde eine Schiedskommission eingesetzt. Bis das Erbe 1491 ausgezahlt wurde, befand sich Martin Behaim anscheinend in einer finanziell bedrängten Lage; er konnte Dienstbotenlöhne und Schuldscheine nicht begleichen. Behaim erhielt 1492 auf eigene Initiative hin vom Nürnberger Rat den Auftrag, einen Globus anzufertigen, der die damalige, bekannte Welt abbilden sollte. Unter Anleitung Behaims wurde der Globus schließlich ca. 1492–1493 von verschiedenen Handwerkern gefertigt.

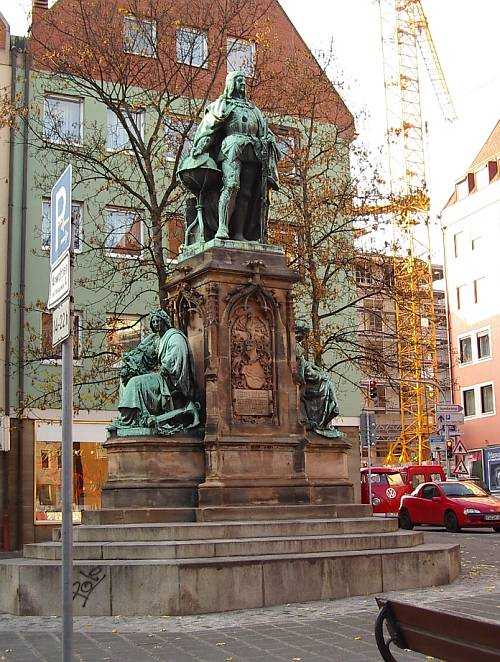
Behaim-Denkmal am Theresienplatz in Nürnberg

### Gefangenschaft und Tod
1493 kehrte Martin Behaim auf dem Seeweg nach Portugal zurück und reiste bereits Anfang 1494 im Auftrag des Königs nach Flandern. Dabei geriet er nach seinem eigenen Bericht mit Dienern und Reisekasse in Gefangenschaft und wurde nach England gebracht, wo er schwer erkrankte. Ein Seeräuber soll ihm dabei geholfen haben zu entkommen. Im Mai 1494 befand er sich wieder in Portugal.
1495 verstarben sein Gönner König João II. und sein Schwiegervater, die ihm großen Rückhalt am portugiesischen Hof geboten hatten. Neben diesen Verlusten hatte ihn seine Frau während seiner Abwesenheit zusätzlich in eine heikle Lage gebracht; aus ihrem Ehebruch mit einem einflussreichen Mann resultierte ein Machtkampf, der sich bis zum Königshof auswirkte.
Behaim scheint beim neuen König keine Gunst gefunden zu haben, er starb am 29. Juli 1507 völlig verarmt in Lissabon. Sein Sohn zog später nach Nürnberg.

## Der Erdapfel

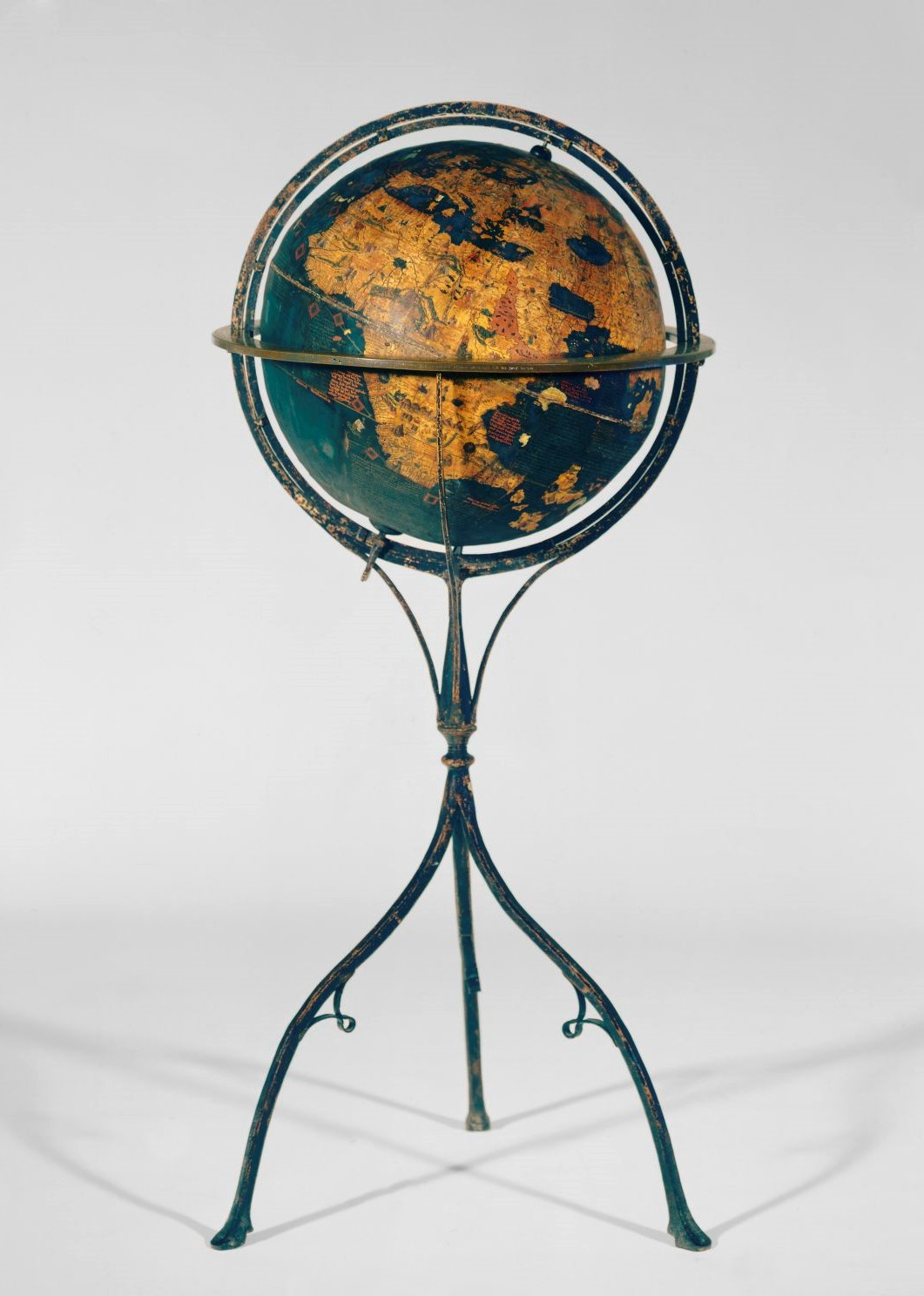
Behaims Erdapfel im Germanischen Nationalmuseum, Nürnberg

Das ganze Mittelalter hindurch ist die Erde als Kugel betrachtet worden, es gibt keine einzige mittelalterliche Quelle, in der sie als Scheibe bezeichnet worden wäre. Der Apfel war im Mittelalter die geläufigste Metapher für die Erde, etwa in Form des Reichsapfels als Insigne des Kaisers. Behaim nahm also nur eine geläufige Redeweise auf, wenn er seinen Globus „Erdapfel“ nannte. Die Darstellung der Erde in Kugelform begründete keine grundsätzliche neue Weltsicht.
Behaim gibt auf dem Globus die Vorstellungswelt von Antike und Mittelalter mit den drei Kontinenten Asien, Europa und Afrika wieder. Amerika, Australien und der Pazifik fehlen. Außerdem ist der Erdumfang viel zu kurz angesetzt. Es ist dieselbe Weltsicht, auf deren Basis auch Kolumbus seine berühmte Reise wagte. Da Behaim selbst Händler war und die Portugiesen ein Monopol auf den Seeweg um Afrika herum besaßen, wollte er möglicherweise dem Nürnberger Rat durch den Globus verdeutlichen, dass es noch eine Alternativroute zu den Gewürzinseln von Asien geben müsse, wenn man direkt nach Westen segelte.
Behaims Erdapfel ist über und über mit Texten beschrieben. Als Quelle zu seinem Leben sind sie mit Vorsicht zu genießen. So behauptet eine Inschrift, Behaim habe sich zu einer Zeit noch auf See aufgehalten, als er tatsächlich in Portugal zum Ritter geschlagen wurde. Ein anderer Text datiert den Globus auf 1492 und bezeichnet ihn als Geschenk Behaims. Tatsächlich ist aber noch 1493 und wahrscheinlich auch 1494 an ihm gearbeitet worden und der Nürnberger Rat hat dafür bezahlt.
Aus der Abrechnung geht hervor, dass es sich bei dem Globus um einen Prototyp handelt („große“ oder „erste kugel“). Diese Quelle erwähnt auch eine Druckvorlage („mapa“) für die Serienherstellung, von der der Nürnberger Rat ebenfalls ein Exemplar ankaufte. Durch die Entdeckung Amerikas war der Globus allerdings schon kurz nach seiner Präsentation überholt.
Während des Zweiten Weltkriegs wurde der Globus im Nürnberger Kunstbunker verwahrt. Heute befindet sich der Globus im Germanischen Nationalmuseum in Nürnberg und zählt zum Weltkulturerbe.

## Unbelegte Behauptungen über Behaim

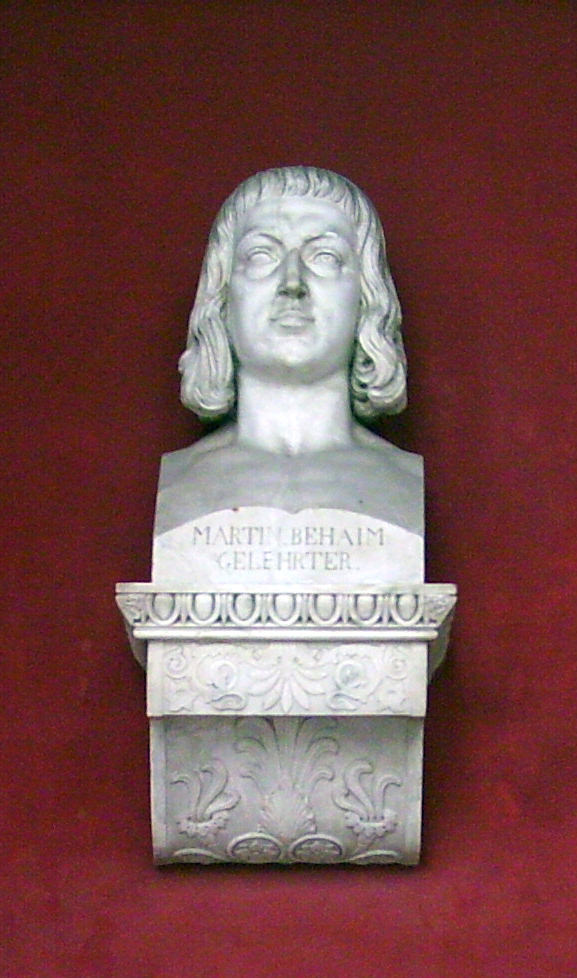
Büste Behaims in der Ruhmeshalle, München

Für einen mittelalterlichen Menschen ist das Leben Behaims gut belegt, trotzdem klaffen Lücken vor allem im Wissen über seine portugiesischen Lebensabschnitte. Sie sind im Laufe der Jahrhunderte immer wieder mit unbelegten Behauptungen ausgeschmückt worden. Die wichtigsten sind:
- Der Altdorfer Professor Johann Christoph Wagenseil behauptete 1682, Behaim habe noch vor Kolumbus Amerika entdeckt. Andere Autoren meinen, Behaim habe Kolumbus zumindest auf die Idee gebracht, nach Westen zu segeln. Diese Behauptungen haben sich bis ins 20. Jahrhundert gehalten.
- Behaim soll sich schon 1481 oder 1482 in Portugal aufgehalten haben. Das ist nicht auszuschließen, doch gibt es dafür bisher ebenfalls keinen Beleg.
- Behaim soll ein bedeutender Wissenschaftler gewesen sein. Es gibt jedoch weder einen Hinweis auf eine wissenschaftliche Ausbildung Behaims, noch eine wissenschaftliche Arbeit aus seiner Feder. Über Behaim als Kosmographen, Kapitän, Navigator oder gar als Mitglied einer „Junta der Mathematiker“ ist aus zeitgenössischen portugiesischen Quellen nichts bekannt. Erst 1552, also Jahrzehnte nach seinem Tod, berichtet der portugiesische Historiker João de Barros (1496–1570), Behaim sei damals berufen worden, die Navigationsmöglichkeiten zu verbessern. Als Schüler des berühmten Mathematikers und Astronomen Regiomontanus habe er dessen Ephemeriden (Sterntafeln) und den Jakobsstab nach Portugal gebracht und damit den Seefahrern die Entdeckungsfahrten über die offene See ermöglicht. Für Behaim spricht auch der Umstand, dass seine Eltern und Regiomontan in Nürnberg am Hauptmarkt wohnten und es so eine Begegnung der beiden gegeben haben könnte. Wahrscheinlicher ist aber, dass Behaim die Beobachtung der Sonnenhöhen und die Berechnung der geographischen Breiten von Bernhard Walther lernte, der ja ein enger Vertrauter Regiomontans war. Mit der Vorgabe, ein Schüler Regiomontans gewesen zu sein, erregte Behaim sehr wahrscheinlich die Aufmerksamkeit des portugiesischen Königs. Und da er nicht nur die Navigationsinstrumente bedienen konnte, sondern auch über die astronomischen Tafeln verfügte, trug er wohl auch zur Entwicklung der Hochseeschifffahrt bei.[7]
- Behaim habe seinen Globus selbst zusammengebaut, bemalt und beschriftet. In der Abrechnung von 1494 wird dagegen Hans Glockengießer für eine Kugel aus Formlehm bezahlt, Ruprecht Kalberger (1470–1507) für den Globus, den er darüber aus Stoff und Leim anfertigte, und schließlich Georg Glockendon († 1514), der ihn mit Hilfe seiner Frau bemalte. „Aus einem Eintrag von 1510 geht hervor, dass in diesem Jahr erst der Horizont-Ring am Globusgestell angebracht worden war.“[8]

Peter J. Bräunlein stellte in Martin Behaim. Legende und Wirklichkeit eines berühmten Nürnbergers (1992) anlässlich der Behaim-Ausstellung des Germanischen Nationalmuseums die verstreuten neueren Arbeiten über Behaim zusammen (Hermann Kellenbenz, Johannes Willers u. a.) und arbeitete den gegenwärtigen Wissensstand in vielen Einzelfragen argumentativ heraus. Bräunlein wendet sich gegen die Verherrlichung Martin Behaims und stellt eine Reihe verbreiteter Fehlurteile und Legenden über Martin Behaim richtig. Damit fand das Werk von Armin M. Brandt Martin Behaim (1459–1507), Seefahrer, Entdecker, Kosmograph (1989), das dem Behaim-Mythos verhaftet ist, eine angemessene Erwiderung.

## Ehrungen

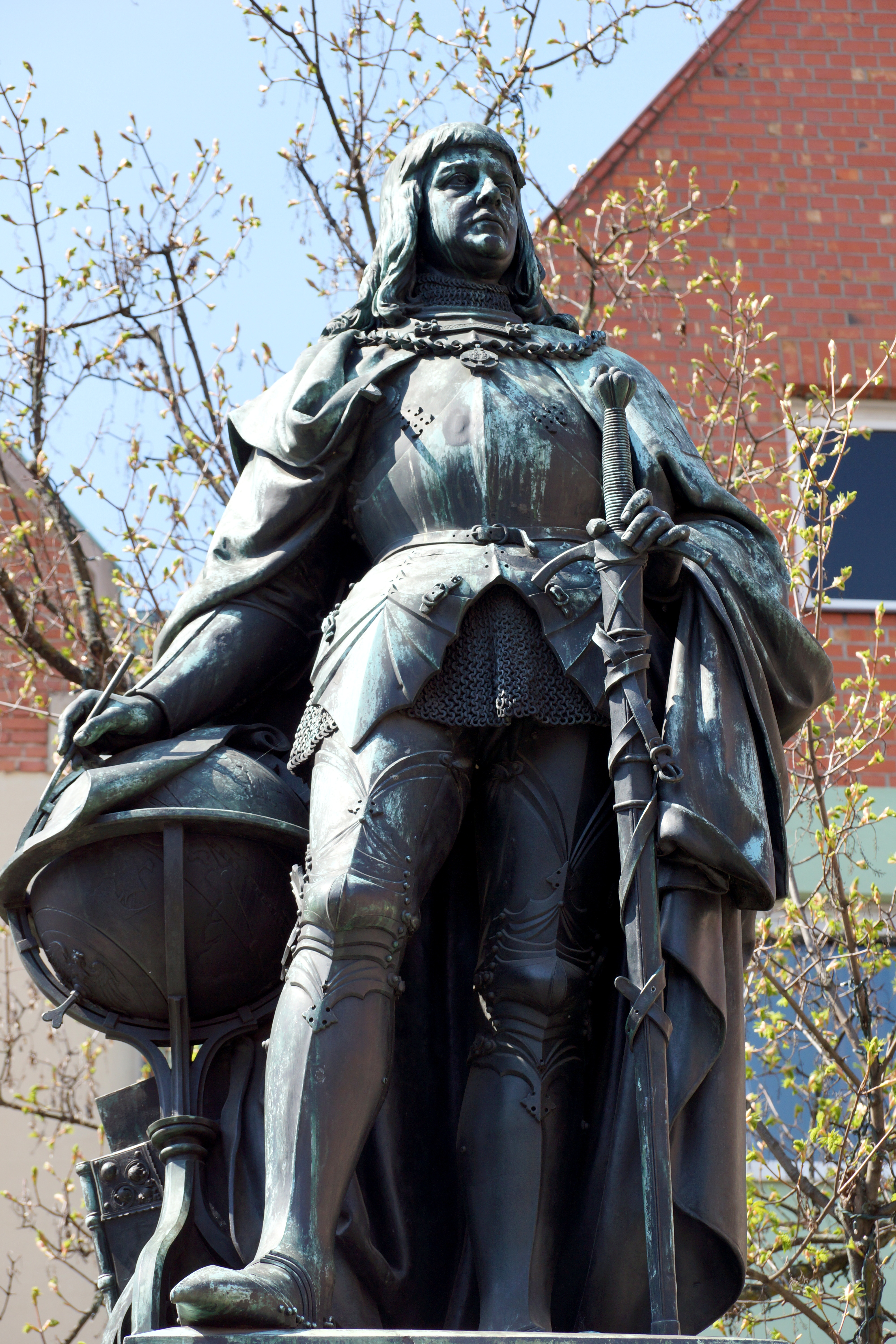
Martin-Behaim-Denkmal, Nürnberger Theresienplatz

- In Nürnberg steht auf dem Theresienplatz ein Martin-Behaim-Denkmal. Außerdem wurde das Martin-Behaim-Gymnasium Nürnberg und in Darmstadt die Martin-Behaim-Schule nach ihm benannt. In Berlin, Nürnberg und in vielen anderen Städten gibt es Behaim- oder Martin-Behaim-Straßen.
- Eine Büste von ihm fand Aufstellung in der Ruhmeshalle in München.
- Das Goethe-Institut in Rotterdam befindet sich im dortigen Martin-Behaim-Haus in der Herengracht.
- Die Gesellschaft für Überseegeschichte e. V. (GÜSG) und der Franz Steiner Verlag vergeben jährlich den mit bis zu 2000 Euro dotierten Behaim-Preis für herausragende Dissertationen auf dem Gebiet der außereuropäischen Geschichte.
- Der Mondkrater Behaim ist nach ihm benannt.
- Seit 1962 trägt der Berg Behaim Peak in der Antarktis seinen Namen.
- Seit 2010 ist der Asteroid (12145) Behaim nach ihm benannt.[10]
- Nach ihm ist die Pflanzengattung Behaimia Griseb. aus der Familie der Hülsenfrüchtler (Fabaceae) benannt[11]
- Eine der ersten dreifach gekuppelten Lokomotiven der Königlich Bayerischen Staatsbahn, Gattung C I, wurde 1847 nach ihm benannt.[12]